# Козлов, Леонид Константинович
Леони́д Константи́нович Козло́в (23 июля 1933, Губино, Московская область — 20 сентября 2006, Москва) — советский и российский киновед, культуролог, доктор искусствоведения, профессор, исследователь творчества Сергея Эйзенштейна и Лукино Висконти. Член Общественного консультативного совета Эйзенштейновского центра исследований кинокультуры и журнала «Киноведческие записки».

## Биография
Родился 23 июля 1933 года в посёлке Губино Московской области.
В 1951 году поступил на филологический факультет МГУ, который окончил в 1956 году. По окончании университета работал научным сотрудником сектора кино Института истории искусств АН СССР.
В 1970 году защитил диссертацию на соискание учёной степени кандидата искусствоведения по теме «Кинематограф Эйзенштейна и проблема человеческого образа».
С 1974 года — старший научный сотрудник отдела марксистско-ленинской эстетики и теории кино НИИ теории и истории кино Госкино СССР (впоследствии Научно-исследовательского института киноискусства). В 1978 году стал лауреатом премий Союза кинематографистов СССР.
В 1986 году защитил диссертацию на соискание учёной степени доктора искусствоведения по теме «Эволюция кинематографической образности в истории советского киноискусства». В 1992 году утверждён в звании профессора.
Преподавал на киноведческом факультете Всесоюзного государственного института кинематографии.
С 1992 года — профессор кафедры истории театра и кино Российского государственного гуманитарного университета.
Член Союза кинематографистов Российской Федерации.
Выступал в печати по вопросам киноискусства и телевидения с 1956 года. Его статьи публиковались в научных сборниках, в журналах «Искусство кино», «Киноведческие записки», «Советский экран» и др. Автор исследований о творчестве Сергея Михайловича Эйзенштейна и Лукино Висконти. Его книги переведены на немецкий, французский, английский, итальянский, болгарский, венгерский, польский, чешский, вьетнамский и китайский языки.
Был одним из создателей журнала «Киноведческие записки» и Эйзенштейновского центра исследований кинокультуры. В 1990-х годах — президент Фонда Андрея Тарковского. Лауреат премии Гильдии киноведов и критиков России в 1998 и 2004 годах и премии лучшему киноведу (Белые Столбы, 2003).
Умер 20 сентября 2006 года в Москве.
Первая жена Козлова — литературовед-романист И. А. Тертерян, их сын — историк литературы и культуры С. Л. Козлов.

### Составление, редактирование
- Из творческого наследия С. М. Эйзенштейна: материалы и сообщ.: сб. науч. тр. / ВНИИ киноискусства; [отв. ред. Л. К. Козлов]. — М.: ВНИИК, 1985. — 116, [2] с.
- Лукино Висконти: Статьи. Свидетельства. Высказывания / [сост., ред. и авт. коммент. Л. К. Козлов]. — М.: Искусство, 1986. — 301, [1] с.,